# Свети Никола Болнички
„Свети Никола Болнички“ (на македонска литературна норма: Свети Никола Болнички) е православна църква в град Охрид, Северна Македония. Църквата е разположена в близост до Долната порта.

## Местоположение
Разположена е във Вароша, близо до Долна порта. Заедно със съседната църква „Света Богородица Болничка“ получават имената си, тъй като служат и като медицински пунктове – стационари, където се извършвал и здравен контрол на пътниците, влизащи в средовековния Охрид през Долната порта. По имената на църквите е кръстена и цялата махала.

## История
Над южния вход е оставено правоъгълно поле в рамка за надпис, което обаче е празно. В полето над западната врата е изписана молитва за опазване на храма. При консерваторски работи в 1959 – 1960 година, на южната стена до иконостаса в рамка е открита годината, в която е изградена и живописана църквата – 1313 – 1314.
За пръв път се споменава в документ от 1342 – 1345 г. за имотите на църквата „Света Богородица Перивлепта“.

## Архитектура
„Свети Никола Болнички“ е еднокорабен храм със засводен полукръгъл свод и тристранна апсида на изток. Отвътре в източната стена има и проскомидия и диаконикон. Градена е от ломен камък с хоросан. На западната страна има уникална камбанария с формата на хурка, единствена в Македония, изградена под влияние на адриатическата архитектура. Камбанарията е градена от редове камък и тухла и завършва с покрив на две води, покрит с керемиди, като през неговата дебелина е пробит бифорен отвор. Вдясно от входа в южната стена има вградени два фрагмента от по-стара сакрална сграда.
В 1929 година от юг и запад е дограден притвор от ломен камък.

## Живопис
В олтара в първата зона от апсидата е изписано Поклонението на Христос Агнец, а в конхата е Света Богородица Оранта между архангелите Михаил и Гавриил. От двете страни на апсидата е Благовещение. На северната стена на наоса в първата зона от запад на изток са светите войни в цял ръст, после е Дейсис, а в олтара е Свети Спиридон. На южната стена на наоса в цял ръст са изобразени светците Николай, Климент и Пантелеймон, а западно от южната врата са Козма и Дамян. Във втората зона на двете стени в медальони има допоясни изображения на мъченици, войни и архиереи. Великите празници са на източната и западната стена на църквата, както и на свода. На западната стена е Успение Богородично и Преображение.
В 1345 година е изписана южната стена отвън, когато е оформен южният трем. Там има изключително ценни портрети на архиепископ Николай I Охридски, крал Стефан Душан, жена му Елена, сина им Стефан Урош V и на Сава Сръбски и Симеон Неманя. Над този слой в XV век е изписан нов слой живопис, от който са запазени само няколко фрагменти, съхранявани в трема. В източната част на трема е запазено изображението „Причастие на апостолите“ от някогашния параклис „Свети Апостоли“, дограден в XV на южната страна.
В 1480/1481 година според запазения надпис е изписана изцяло отвън и западната стена. В нишата над западния входа е изобразена Богородица с Христос в ръце. В нея при консервацията на църквата е констатирана по-стара живопис. Южно от западния вход е изобразена Богородица от Благовещението в цял ръст, а до нея до пояс Свети Николай. Във втората зона има пет медальона с допоясни изображения на архиереи, а над тях е чудото с хляба. На северната страна е представена Сватбата в Кана Галилейска, над нея явяването на Христос на апостолите на Тивериадското море, а в най-горната зона, на триъгълната повърхност е Исус Христос, който благославя с две ръце, а от двете му страни са архангелите Михаил и Гавриил.
В църквата са запазени и ценни икони като литийната с образа на Свети Наум от едната страна, датиран от XIV век и на Архангел Михаил от другата, датиран в XVII век.
- Икони от църквата
- „Мъчение на Свети Яков Персиец“, II половина на XVI век, икона от църквата, днес в Охридската галерия за икони, темпера, гипсов грунд на дъска, 50,5 х 38,5 х 3 cm
- „Възнесение на Свети Илия“, края на XVII – началото на XVIII век, икона от църквата, днес в Охридската галерия за икони, темпера, гипсов грунд на дъска, 91,5 х 59 х 4,5 cm
- „Свети Наум“, литийна икона (от другата страна „Архангел Михаил“), втората половина на XIV век, днес в Охридската галерия за икони, темпера, гипсов грунд на дъска, 91,5 х 70 х 3,5 cm